# کلاید اسکات
کلاید اسکات (انگلیسی: Clyde Scott; ۲۹ اوت ۱۹۲۴ – ۳۰ ژانویهٔ ۲۰۱۸) ورزشکار دو و میدانی، و بازیکن فوتبال آمریکایی اهل ایالات متحده آمریکا بود.
از باشگاه‌هایی که در آن بازی کرده‌است می‌توان به فیلادلفیا ایگلز و دیترویت لاینز اشاره کرد.